# 우세라
우세라(스페인어: Usera)는 스페인 마드리드의 행정구 중 하나이다.

## 지역

우세라

우세라는 7개의 다음과 같은 지구가 있다.
- 알멘드랄레스
- 모스카르도
- 오르카시타스
- 오르카수르
- 프라돌롱고
- 산페르민
- 조피오